# Phaseolus cochleatus
Phaseolus cochleatus là một loài thực vật có hoa trong họ Đậu. Loài này được Bello miêu tả khoa học đầu tiên năm 1881.